# Cyrioctea
Genre
Cyrioctea est un genre d'araignées aranéomorphes de la famille des Zodariidae.

## Distribution
Les espèces de ce genre se rencontrent dans le sud de l'Amérique du Sud, en Afrique australe et en Australie.

## Liste des espèces
Selon World Spider Catalog (version 17.5, 17/10/2016.) :
- Cyrioctea aschaensis (Schiapelli & Gerschman, 1942).
- Cyrioctea calderoni (Platnick, 1986).
- Cyrioctea cruz (Platnick, 1986).
- Cyrioctea griswoldorum (Platnick & Jocqué, 1992).
- Cyrioctea hirsuta (Platnick & Griffin, 1988).
- Cyrioctea islachanaral (Grismado & Pizarro-Araya, 2016).
- Cyrioctea lotzi (Jocqué, 2013).
- Cyrioctea marken (Platnick & Jocqué, 1992).
- Cyrioctea mauryi (Platnick, 1986).
- Cyrioctea namibensis (Platnick & Griffin, 1988).
- Cyrioctea raveni (Platnick & Griffin, 1988).
- Cyrioctea sawadee (Jocqué, 2013).
- Cyrioctea spinifera (Nicolet, 1849).
- Cyrioctea whartoni (Platnick & Griffin, 1988).

## Publication originale
Simon, 1889 : Études arachnologiques. 21e Mémoire. XXXe. Descriptions de quelques arachnides du Chili et remarques synonymiques sur quelques-unes des espèces décrites par Nicolet. Annales de la Société entomologique de France, sér. 6, vol. 8, p. 217-222 (texte intégral).